# Jean Robert Yelou
Jean Robert Yelou (sinh 25 tháng 9 năm 1983) là một cầu thủ bóng đá người Vanuatu. Anh cũng thi đấu giải OFC Nations Cup 2012.

## Liên kết khác
1. ↑  "Jean Robert Yelou". worldfootball.net. Truy cập ngày 10 tháng 3 năm 2015.
2. ↑  "Jean Robert Yelou". Truy cập ngày 10 tháng 3 năm 2015.